# 育空立法议会
育空立法议会（英語：Yukon Legislative Assembly）是加拿大育空地区的立法机关。实行一院制。位于白马市。共有19个席位。

## 历史沿革
1900年至1978年，育空的地方立法机构称作育空领地委员会（Yukon Territorial Council）；当时的领地委员会由10人组成，仅是一个非党派的咨询机构。
1977年，育空选举法案通过后，现行的育空地区立法会取代了原有的领地委员会。